# Selección de fútbol de Turquestán Oriental
La Selección de fútbol de Turquestán Oriental es el equipo que representa a Turquestán Oriental. El equipo no está afiliado a la FIFA o a la AFC, y por lo tanto no puede competir en los torneos que estos organizan. Sin embargo es miembro de ConIFA.
Disputó su primer el 19 de octubre de 2019, en La Haya, Países Bajos, contra la selección de Papúa Occidental. Turquestán Oriental acabó goleando por el marcador de 8-2.
El 14 de diciembre de 2019, Turquestán Oriental disputó un partido de clasificación para la Copa Mundial de Fútbol de ConIFA de 2020 contra Tamil Eelam en Cergy, Francia, que terminó con una derrota por 5-0.

## Partidos
| Fecha                   | Ciudad                | Competición                                                  |                     | Marcador | Oponente         |
| ----------------------- | --------------------- | ------------------------------------------------------------ | ------------------- | -------- | ---------------- |
| 19 de octubre de 2019   | La Haya, Países Bajos | Amistoso                                                     | Turquestán Oriental | 8-2      | Papúa Occidental |
| 14 de diciembre de 2019 | Cergy, Francia        | Clasificación de la Copa Mundial de Fútbol de ConIFA de 2020 | Turquestán Oriental | 0-5      | Tamil Eelam      |